# Interdicție (drept canonic)

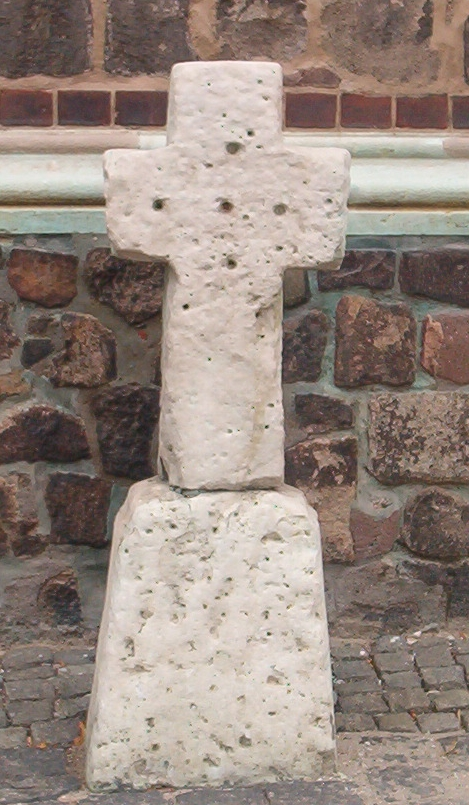
Cruce de ispășire din Evul mediu în fața bisericii Marienkirche din Berlin (ridicarea acestei cruci a fost una dintre condițiile puse pentru absolvirea interdicției impuse orașelor gemene Berlin-Cölln datorită asasinarii prepozitului Nikolaus din Bernau în 1324).

Interdicția canonică este interzicerea practicării cultului religios, impusă ca pedeapsă ecleziastică pentru o infracțiune împotriva dreptului canonic.
Interdicția locală, care afecta localități sau zone întregi, a reprezentat o armă a Bisericii Catolice împotriva nerespectării regulilor canonice și în lupta împotriva oponenților ei, mai ales în Evul Mediu. Această pedeapsă a fost folosită până în vremurile moderne. Sub forma interdicției personale aceasta afecta credincioșii în mod individual, dar nu instituțiile teritoriale ecleziastice sau regiuni întregi, interdicția face parte în continuare din prevederile penale ale Codului Canonic (în latină Codex Iuris Canonici).
Pentru cei care erau primesc această pedeapsă, interdicția înseamnă refuzul acordării sacramentelor pentru mântuirea spirituală a credincioșilor și interzicerea practicării ritualurilor ecleziastice. Interdicția aparține sistematic pedepselor corecționale care se presupune că aduc o îmbunătățire comportamentului persoanei vizate prin exercitarea unei presiuni asupra ei.

## Apariția interdicției
Excluderea din comunitate este una dintre cele mai vechi și mai severe pedepse cunoscute de omenire. În antichitate acest tip de pedeapsă era larg răspândită sub diferite forme la multe popoare. Uneori chiar și izgonirea din paradis este privită ca o interdicție. În biserica creștină timpurie, excomunicarea și anatema erau instrumente ale jurisdicției episcopale și însemnau de fapt excluderea din comunitatea credincioșilor. Biserica catolică a continuat să dezvolte această metodă punitivă de-a lungul istoriei sale, devenind chiar o pedeapsă înscrisă în dreptul canonic. S-a făcut o distincție între o excomunicare majoră (excommunicatio maior) și o excomunicare minoră (excommunicatio minor). Excomunicarea minoră refuza persoanei doar drepturile de membru (de exemplu i se refuzau sacramentele, înmormântarea bisericească sau intrarea în biserică). Începând din secolul al VI-lea zone întregi au fost afectate de excomunicarea minoră. Această pedeapsă colectivă era însă una problematică deoarece o comunitate în sine (universitas) nu are un suflet și, prin urmare, nu poate fi exclusă din comunitatea creștinismului. Din secolul al XI-lea interdicția a fost separată de excomunicare și folosită ca un mijloc punitiv separat.

## Interdicția locală
Interdicția canonică a fost concepută ca un mijloc de ispășire și corijare. Dreptul canonic distinge două forme de interdicție: interdicția individuală, care corespunde excomunicării minore, și cea locală folosită mai ales ca o extensie a excomunicării asupra unei colectivități. Interdicția locală fiind aplicată unor zone întregi era menită să crească presiunea asupra excomunicaților și, prin suferința provocată, să-i oblige membrii afectați ai comunității să recunoască autoritatea bisericii. Interdicția locală însemna încetarea completă a tuturor funcțiilor spirituale din zona în cauză. Bisericile erau închise, nu se țineau slujbe, clopotele bisericii nu mai băteau și, în afară de botez și de ultima împărtășanie, alte sacramente și înmormântările bisericești erau interzise. De exemplu, Sinodul de la Limoges din 1031 stipula că în cazul unei interdicții bisericile trebuie să afișeze o imagine de doliu: ornamentele prețioase ale altarelor trebuiau scoase, iar crucifixele trebuiau acoperite. Atmosfera trebuia să fie ca cea din Vinerea Mare.

## Practica de-a lungul timpului
În secolul al X-lea interdicția era încă pronunțată în principal de episcopi și sinoade. De la mijlocul secolului al XI-lea au existat și interdicții pronunțate de papă, iar mai târziu a devenit o practică pronunțarea interdicției de ecleziaști din ierarhia inferioară. 
Din secolul al XI-lea interdicțiile impuse comunităților întregi au început să se înmulțească și în același timp a scăzut numărul celor personale, fiind permisă înmormântarea bisericească a clericilor, iar cruciații și alți pelerini aveau permisiunea de a face penitență. De asemenea, au apărut unele excepții pentru ordinele religioase.
De-a lungul timpului practica impunerii interdicției s-a modificat de multe ori. Astfel ea a fost extinsă și asupra persoanelor care îi ajutau pe cei afectați de o interdicție. Clericii care nu respectau aplicarea interdicției erau acuzați de incorectitudine. Multe plângeri au fost formulate când interdicția era extinsă asupra localităților și zonelor unde trăiau cei excomunicați. Exista regula de bază că ceea ce nu era permis, rămânea interzis. Acest lucru putea duce la confuzie deoarece nu era întotdeauna sigur că populația cunoștea cele mai recente legi. De exemplu, în timpul interdicției papale impuse Sfântului Imperiu Roman de Națiune Germană aflat sub cârmuirea lui Ludovic al IV-lea, au existat mulți preoți care și-au continuat îndeplinirea serviciului religios fiind convinși că acțiunile lor nu contraveneau interesului papei.

## Excepții în aplicarea interdicției
Interdicția nu a fost niciodată aplicată complet deoarece liderii bisericii au recunoscut că încetarea practicării actelor religioase punea în pericol mântuirea sufletelor credincioșilor nevinovați. Aceștia erau excluși de la euharistie, de la iertarea păcatelor, de la comuniunea spirituală cu Hristos și de la izbăvirea de păcate. De aceea cei afectați de interdicție primeau totuși ajutor (de exemplu oficierea slujbei în spatele ușilor închise). În afară de aceasta, anumite biserici, mănăstiri și comunități religioase întregi au fost eliberate de interdicție prin privilegii papale (scutirea de la interdicție). Papa Bonifaciu al VIII-lea a relaxat practica interdicțiilor la sfârșitul secolului al XIII-lea prin decretul canonic „Alma mater”, în principal pentru a introduce o standardizare obligatorie. Astfel a devenit permisă slujba religioasă zilnică în biserică, dar cu ușile închise și cu excluderea celor excomunicați. Mai mult, în timpul celor patru sărbători principale ale creștinismului, slujba trebuia ținută în toată splendoarea ei. În plus, a fost interzisă impunerea interdicției pentru datorii bănești. Efectele interdicției au fost enumerate într-un decret.

## Eficacitatea, durata și absolvirea
Erau supuse interdicției canonice toate persoanele care își aveau reședința sau locuiau în zona pentru care fusese pronunțată. Aceasta afecta deopotrivă persoanele aparținând clerului sau diferitelor ordine religioase și laice. Populației din zona afectată de interdicția canonică i se permitea să participe la slujbele religioase ținute înafara respectivei zone fiind exclusă totuși persoana care cauzase impunerea interdicției. Impunerea interdicției se făcea prin verdict sau devenea efectivă automat ca urmare a unei pedepse. Odată cu publicarea decretului, de exemplu prin afișare pe ușa celei mai importante biserici din oraș, interdicția intra în vigoare.
Durata interdicției era determinată de comportamentul persoanei afectate de interdicție sau de bunăvoința acuzatorului respectiv a celui ce impusese interdicția. Aceasta putea dura zeci de ani. În Sicilia a existat un caz în care interdicția a durat 60 de ani.
Ridicarea interdicției a fost deseori asociată cu îndeplinirea unor gesturi pentru ispășire. De cele mai multe ori, interdicția se încheia prin donații financiare sau prin ridicarea unei „cruci de ispășire”.

## Evoluția istorică
Începând din secolul al XIV-lea interdicția a fost atât de des folosită ca pedeapsă încât și-a pierdut eficiența. Ea a fost din ce în ce mai folosită împotriva cârmuitorilor laici. Aceștia ripostau adesea prin încălcarea interdicției făcând presiuni asupra clerului. Durata lungă a interdicțiilor, ca în cazul interdicției pontificale impuse Mărcii Brandenburg (1327–1358), a dus adesea la un anumit grad de indiferență a populației. În plus, interdicția a fost din ce în ce mai folosit de clerul din ierarhia inferioară în scopuri profane. De exemplu, era o practică obișnuită vânzarea titlurilor de creanță către clerici, deoarece recuperarea datoriilor se făcea mai lesne sub amenințarea unei interdicții canonice.
Începând din secolul al XVII-lea, după Reforma protestantă, interdicția locală a fost instituită foarte rar. În Biserica Evanghelică interdicția nu existat ca pedeapsă.
În 1917 interdicția a fost introdusă în prevederile penale ale Codului canonic al Bisericii Catolice însă ea a păstrat doar o formă slăbită în ceea ce privește participarea la slujbă și săvârșirea sacramentelor. Actualul Codex (din 1983) prevede doar interdicția personală (can. 1332 CIC). În ceea ce privește sacramentele și participarea la slujbele religioase, ea are aceleași consecințe ca excomunicarea, dar nu implică și pierderea funcțiilor ecleziastice.

## Situația actuală
Potrivit Codului canonic din 1983, interdicția produce efecte dacă:
- un credincios acționează împotriva unui episcop (can. 1370 § 2 CIC),
- o persoană care nu a fost hirotonită celebrează euharistia (can. 1378 § 2° 1),

ca și în cazul:
- acuzației aduse unui confesor de a fi forțat o mărturisire falsă,
- tentativei de căsătorie cu un membru al unui ordin religios care nu a depus încă jurămintele veșnice (can. 1394 § 2 CIC),
- sprijinirea unei asociații antibisericești (can. 1374 CIC),
- săvârșirea unui sacrament pe baza simoniei (can. 1380 CIC)

și ca pedeapsă de corecție în alte cazuri, nespecificate. În vremurile în care credința juca un rol dominant în viață, interdicția era o armă puternică a bisericii împotriva conducătorilor laici. În zilele noastre interdicția ca pedeapsă are o importanță mică; doar interdicțiile individuale mai joacă un anumit rol în raport cu preoții.